# Exposition philatélique

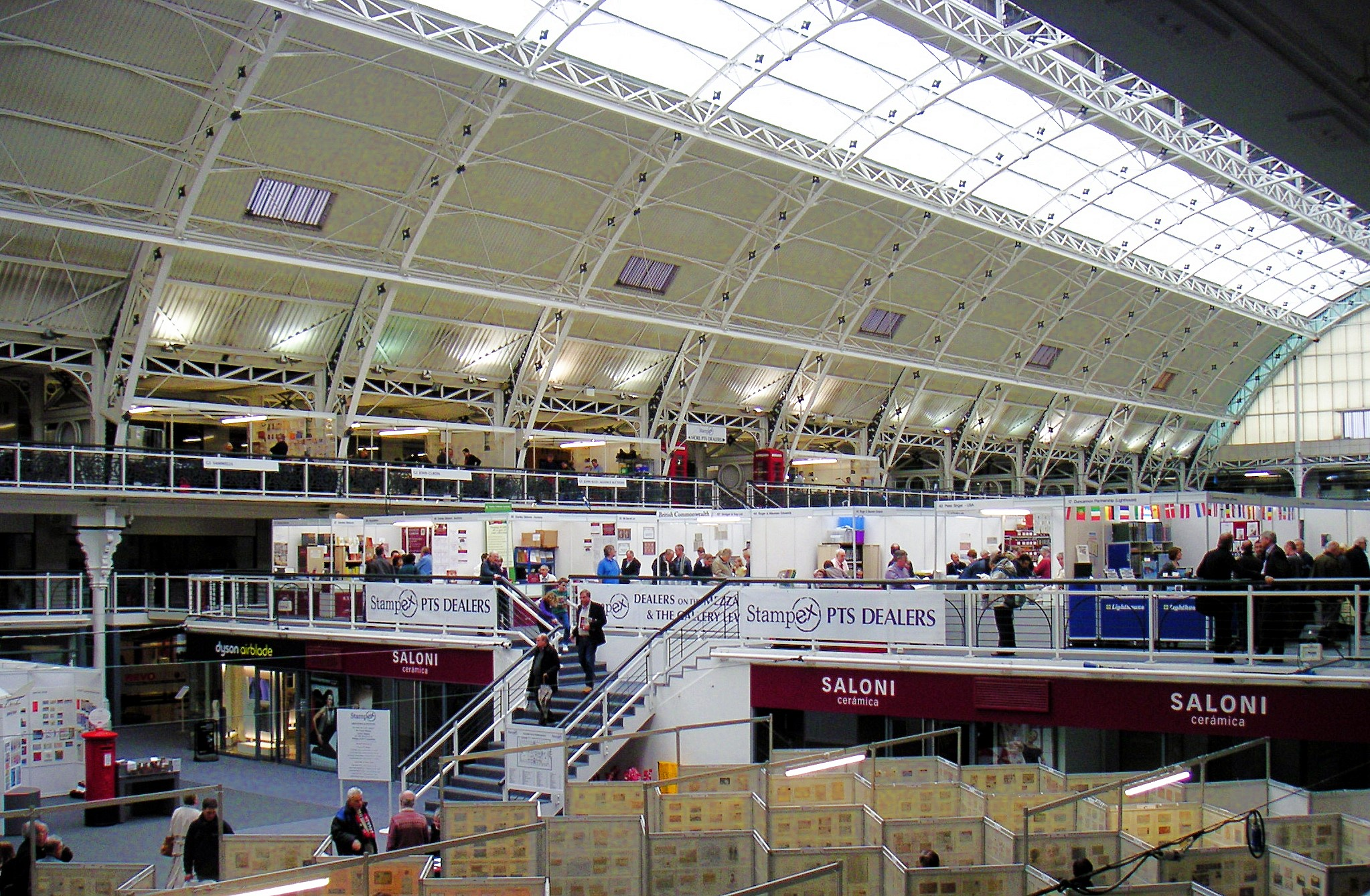
Exposition philatélique Stampex 2011.

Une exposition philatélique désigne l'endroit et le moment où des collections de timbres sont présentées au public de façon temporaire.
Ces moments sont également l'occasion pour les philatélistes d'échanger, de se mettre en contact et d'acheter ou vendre des timbres.

## Les différents niveaux
- Les expositions locales et régionales, organisées par les clubs ou les fédérations des philatélistes, par exemple à l'occasion de la journée du timbre.
- Les bourses et salon de timbres permettent aux amateurs d'échanger leurs timbres.
- Les grandes expositions nationales et internationales attirent des centaines de milliers de visiteurs, à la manière de Philexfrance ou du Salon du timbre.